# シルエット

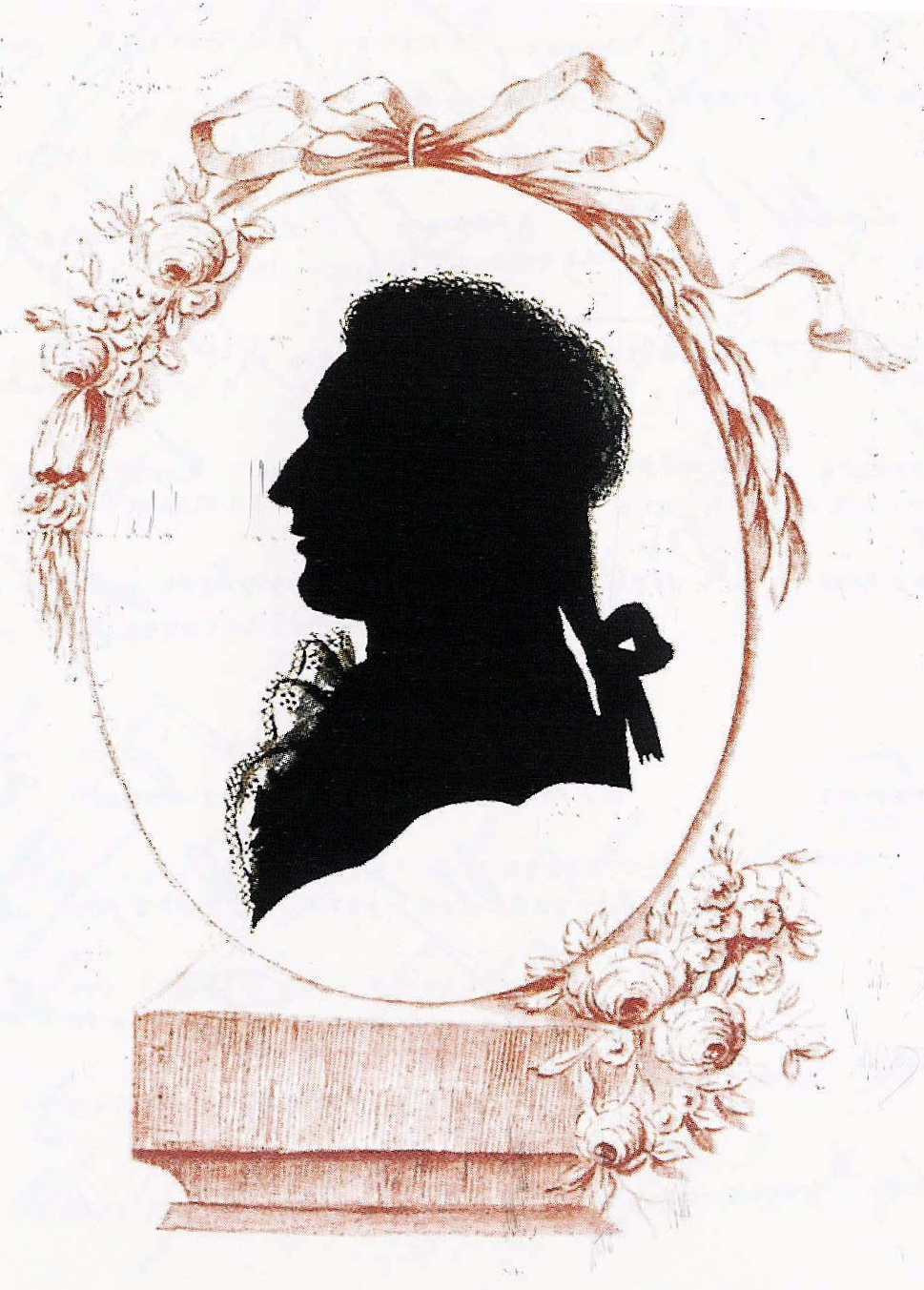
人物を表現した伝統的なシルエット。18世紀末の作。

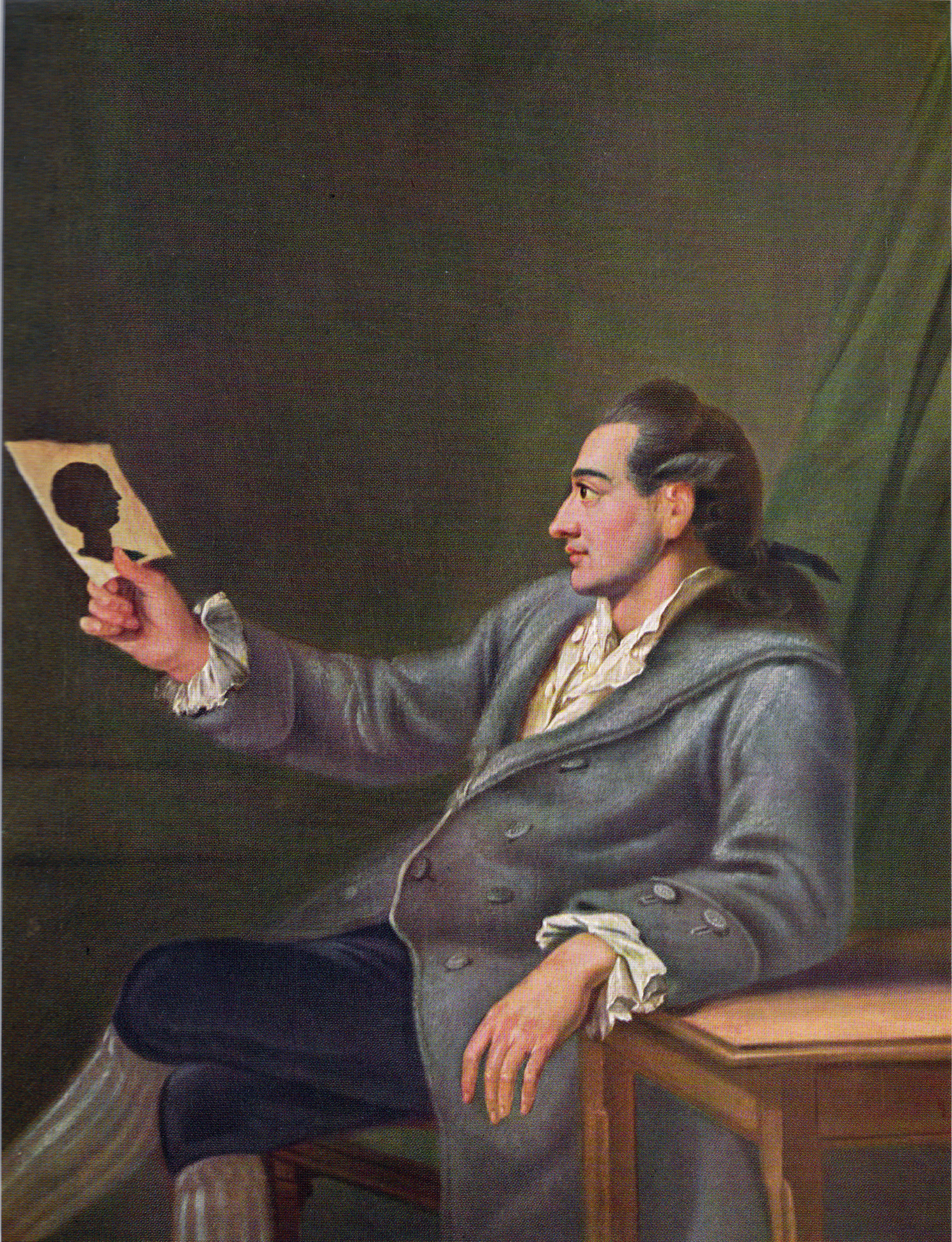
女性のシルエットを眺める若い頃のゲーテ

シルエット（フランス語: silhouette）は、輪郭の中が塗りつぶされた単色の画像のこと。影絵と同義に見なされる場合もある。
元々は18世紀ヨーロッパに起った、黒い紙を切り取って人物の横顔を表現した切絵に対して用いられた言葉で、そこから明るい背景に対して事物が黒く塗りつぶされて見えるような光景や、物の形そのものを言い表す語として用いられるようになった。服飾では、着装時の服の輪郭や、服そのもののデザインを言い表す語として使われている。
表現技術としてのシルエットは様々な芸術分野で使用されており、黒い切絵による伝統的なポートレイトもまた21世紀となった現在も作られ続けている。

## 語源
「シルエット」の語は、フランス王ルイ15世の治世下で財務大臣を務めたエティエンヌ・ド・シルエットに由来する。当時フランスは七年戦争が長引いたことで財政難に陥っており、エティエンヌは特に富裕層に対して厳しい倹約を要求しなければならなかった。写真が登場するまでは、切絵によるシンプルな肖像が人物の特徴を記録する最も安上がりな方法であり、彼はこれを好んだため、このような肖像画、さらには安上がりで済ますことが人々の間で「シルエット」と言われるようになった。
エティエンヌの父はフランス領バスクのビアリッツ出身で、「シルエット（Silhouette）」という姓は、バスク語の姓 "Zilhueta" をフランス語形に直したものである。バスク語でのより一般的な形は "Zuloeta" で、このうち "-eta" は「豊富な」を意味する接尾辞であり、"zilho"、 "zulo" は「穴」を意味する。この場合「こうもりの巣」を意味する可能性もある。

## 美術におけるシルエット
シルエットは視覚芸術の一形式であり、伝統的には横顔のポートレイトを黒い影によって表現する。横顔が描かれるのは、それが顔の骨格につよく依存しているため、老化や体重の増減、病気などによって変化することがほとんどないからである。横顔を用いた肖像自体は、古くは古代ローマ時代から貨幣に用いられてきた。ルネッサンス時代には横顔による肖像画が流行し、ロレンツォ・デ・メディチなど多数の著名な人物が横顔による肖像画に描かれている。

### ポートレイト

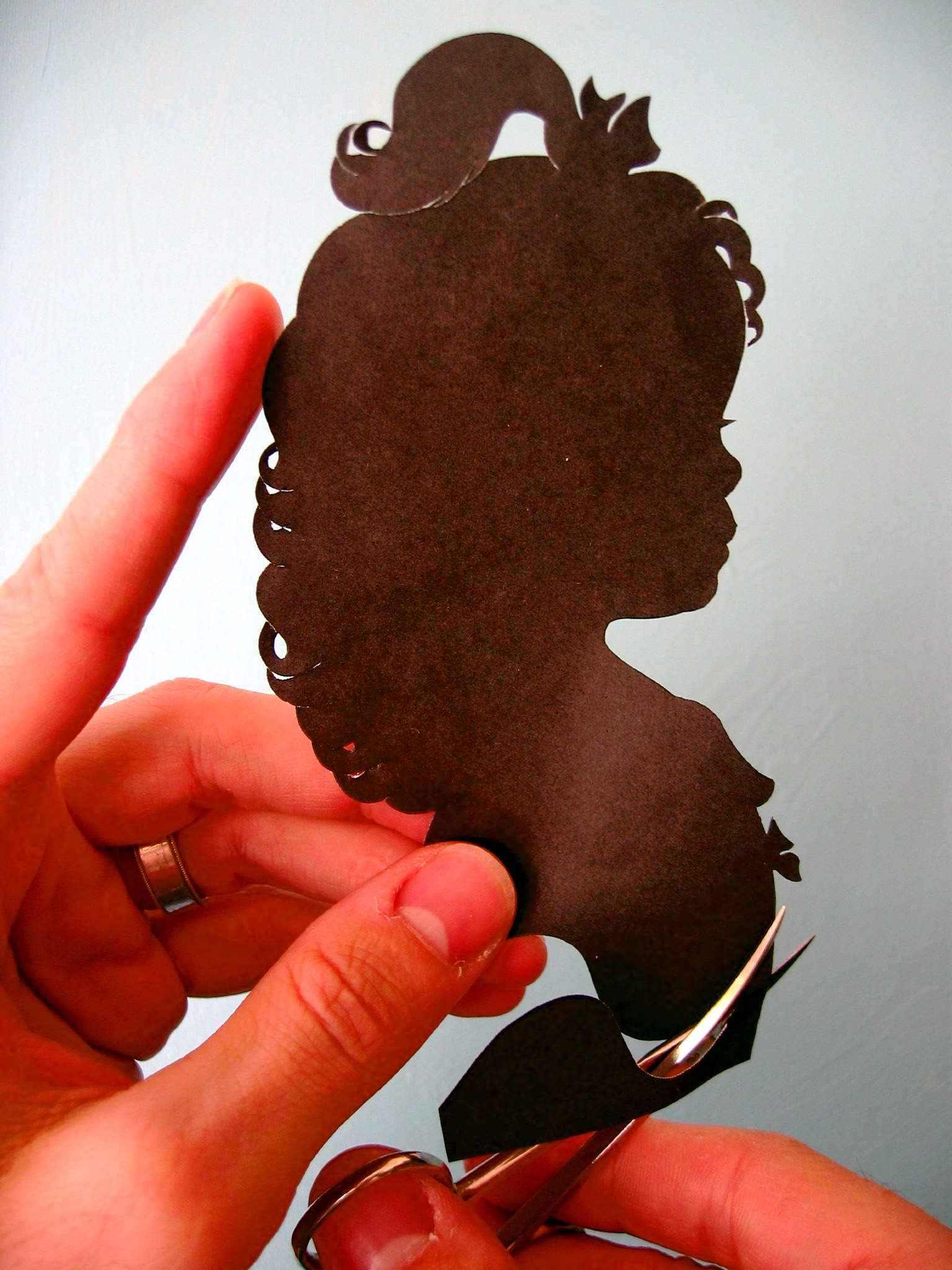
伝統的なシルエットは黒いカードを切り取って作られる。

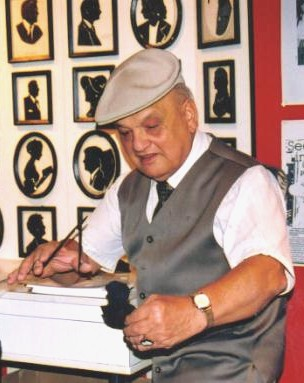
現代のシルエット作家S.ジョン・ロス（2004年、シドニー・ロイヤル・イースター・ショーにて）

シルエットによるポートレイトは絵具を用いても制作可能であるが、伝統的には黒色の薄いカードを顔の形に切り取って、白などの明るい色の下地に貼ることによって作られる。専門のシルエット作家の場合、しばしば観客の前で数分間のうちにポートレイトを切り取って見せる 。また注文主に横顔の写真を送ってもらい、それをもとに製作することもある。
18世紀ドイツの観相学者ヨハン・カスパー・ラヴァーターは自著において人間の顔のタイプを分類するのにシルエットを使用しており、これがシルエットを広めるきっかけになったと考えられる。なおラヴァーターの友人でもあったゲーテはシルエットを好み、『若きウェルテルの悩み』では主人公ウェルテルが思いを寄せる女性シャルロッテのシルエットを作るくだりがある。18世紀の最も有名なシルエット作家であるアウグスト・エドワード（August Edward）は何千枚もの精巧なポートレイトを制作したが、その多くは船の難破事故のために失われてしまった。イギリスでもっともよく知られているシルエット作家であるジョン・ミアーズ（en:John Miers）はロンドンのストランドにスタジオを構えつつも、各地を旅行し様々な土地で作品を制作した。
アメリカ合衆国ではシルエットは1790年代から1840年代にかけて流行し、カメラが登場するまでは肖像技法として広く用いられていた。シルエットの技法は現在にも受け継がれており、各地を旅しながらシルエット制作を行なっている作家が20世紀まで存在した。その後シルエットは新しい世代から、重要な出来事を記念する上でのノスタルジックな技法として再評価を受けており、アメリカではシルエット作家がウェブサイトを設けて、結婚式や広告などに使用するシルエットの制作を請け負ってもいる。
イギリスでは活動中のシルエット・アーティスト集団が存在する。オーストラリアではS.ジョン・ロス（en:S. John Ross (artist)）が60年にわたり農芸展覧会などの場でシルエット制作をして見せていた。ダグラス・カーペンターなどの作家はペンとインクを使用してシルエットを制作している。

### イラストレーション
18世紀末より、シルエットは肖像だけでなく出来事や物語の一場面を表現する手段としても用いられるようになった。19世紀においてこのような技法を好んだ作家にハンス・クリスチャン・アンデルセンがいる 。またロバート・ライアンはしばしばシルクスクリーンを使って複雑なシルエットを制作している 。 天保7年(1836年)1月には花月栞翁／龜齢がシルエットのみで構成された艶本『華月帖』を出版している。
19世紀末から20世紀初頭にかけて本の挿絵などに、複雑なイラストレーションよりも安価で容易な方法としてシルエットが用いられた。この頃にシルエットを制作したイラストレーターにはアーサー・ラッカムやウィリアム・ハース・ロビンソンなどがいる。20世紀末にはJan PienkowskiやJan Ormerodなどのイラストレーターがシルエットを使用しており、21世紀以降ではKara Walkerがこの技法を用いて人種問題を取り扱ったイラストレーションを制作している。

### 写真

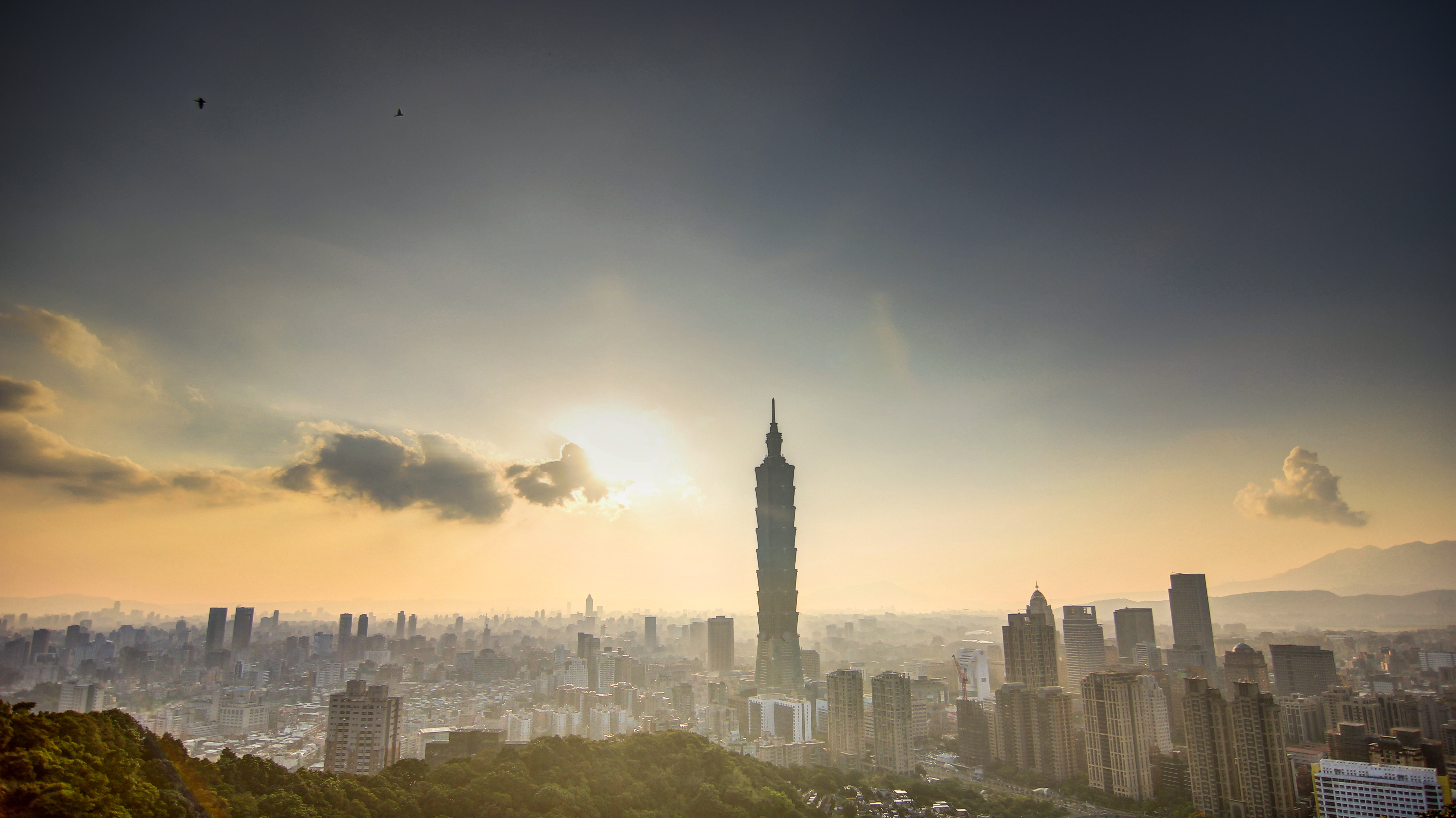
台湾台北の夕暮れのスカイラインのシルエット。

写真の分野では人々や事物、風景の一部を逆光に当ててシルエットにする技法がしばしば用いられる。逆光は日暮れや開け放たれた戸口から入る自然の光の他、スタジオで人工的に作る場合もある。

### 映像
シルエットは多くの映像作品でドラマティックな演出として使用される。例えばジェームズ・ボンドの映画で用いられるオープニング・クレジットなどが該当する。また歌手グループのミュージックビデオなどにも使用されており、過去にはiPodのコマーシャルに、iPodをつけて踊る人物のシルエットが使用された。

## ファッションとフィットネス

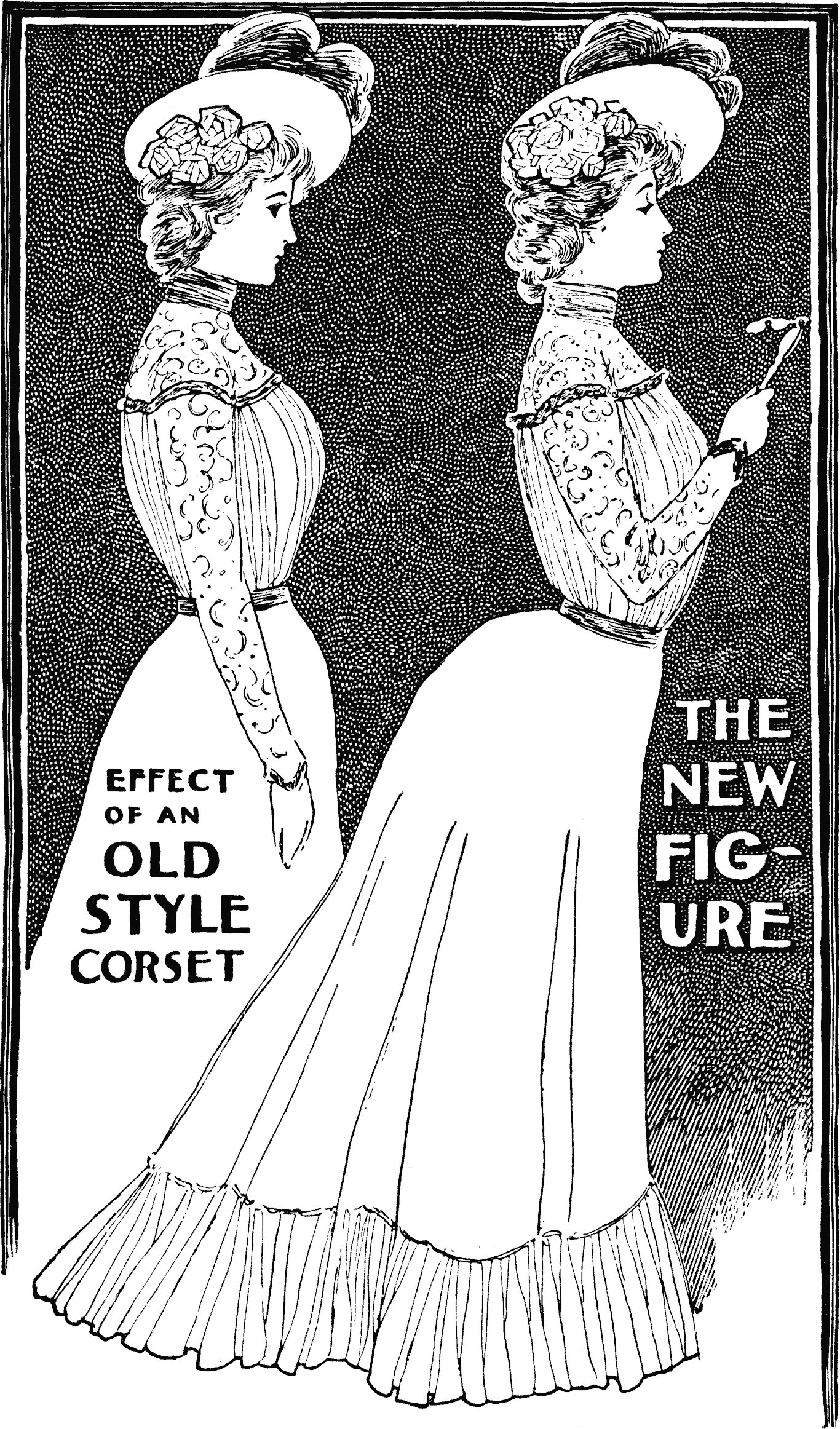
1900年代のファッション広告

「シルエット」は輪郭を含意する言葉であるために、ファッションやフィットネスの分野ではスタイル・体型を言い表す言葉として使われている。これらの分野の広告ではしばしば人々、特に女性たちに対し、コルセットやダイエット、エクササイズによって理想的な「シルエット」を得るよう呼びかける。この分野の広告では20世紀初頭のヨーロッパで「シルエット」の言葉が使われ始めた。
服飾研究家の間では衣服を着用した際の輪郭を示す言葉としても用いられており、各時代のファッションを比較しその変化を言い表す際に用いられている。ある時代において望ましいとされるシルエットは様々な要因から影響を受ける。ヨーロッパでは1850年代から60年代にかけてクリノリンが女性のシルエットを決定していた。アレクサンドラ・オブ・デンマークの特徴的な姿勢はエドワード朝の女性たちのシルエットに影響を与えた。左の広告画像を参照のこと。

## その他の利用

飛行機のシルエット

シルエットは視認しやすいため、素早い認識の必要な様々な分野でも用いられる。道路標識のほか、都市や国を有名なモニュメントや地形のシルエットで表現したり、木や虫などの自然物の存在をシルエットで表現して知らせたりする。
船舶や戦闘機、戦車などの軍事利用される乗り物のシルエットは、兵士達の視認訓練に用いられる。
テレビ番組で使用されるインタビューでは、インタビューされる人物を匿名性を保つためにシルエットで隠すことが行なわれることがあり、多くの場合は声も合成音声が使用される。

## ギャラリー

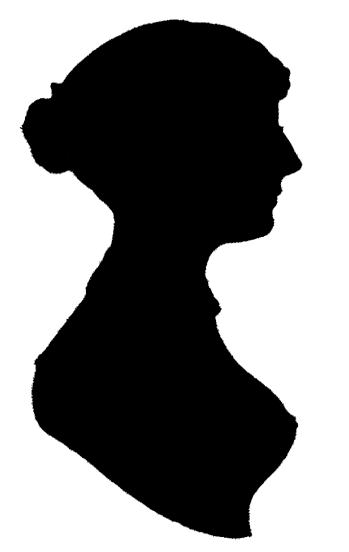
ジェイン・オースティンのシルエット（18世紀）
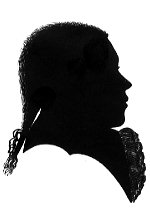
ベートーヴェンの少年時代のシルエット（18世紀）
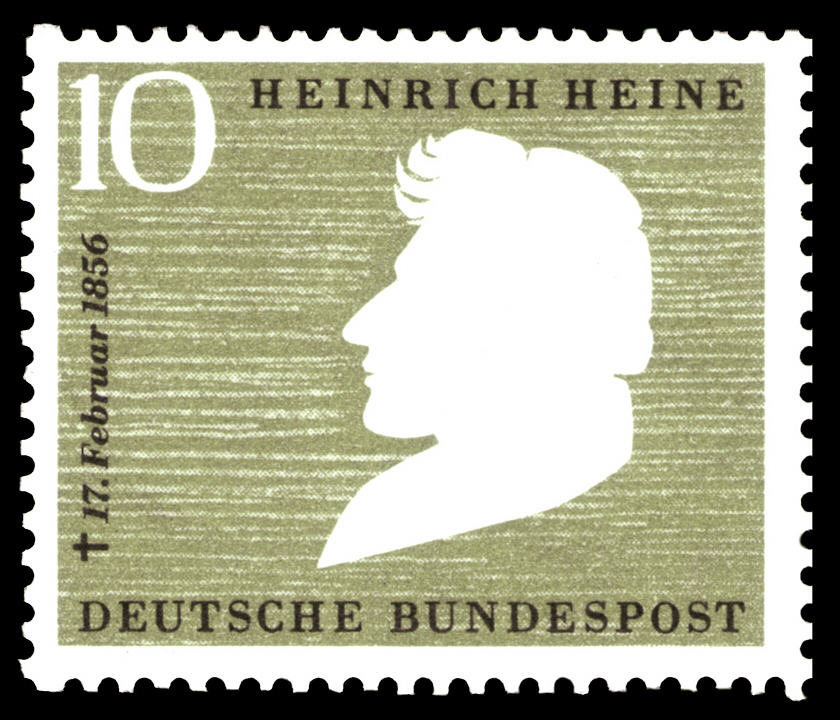
ハインリヒ・ハイネのシルエットを使用したドイツの切手。
人類の進化を表現するシルエット。
道路標識にはしばしばシルエットが用いられる。
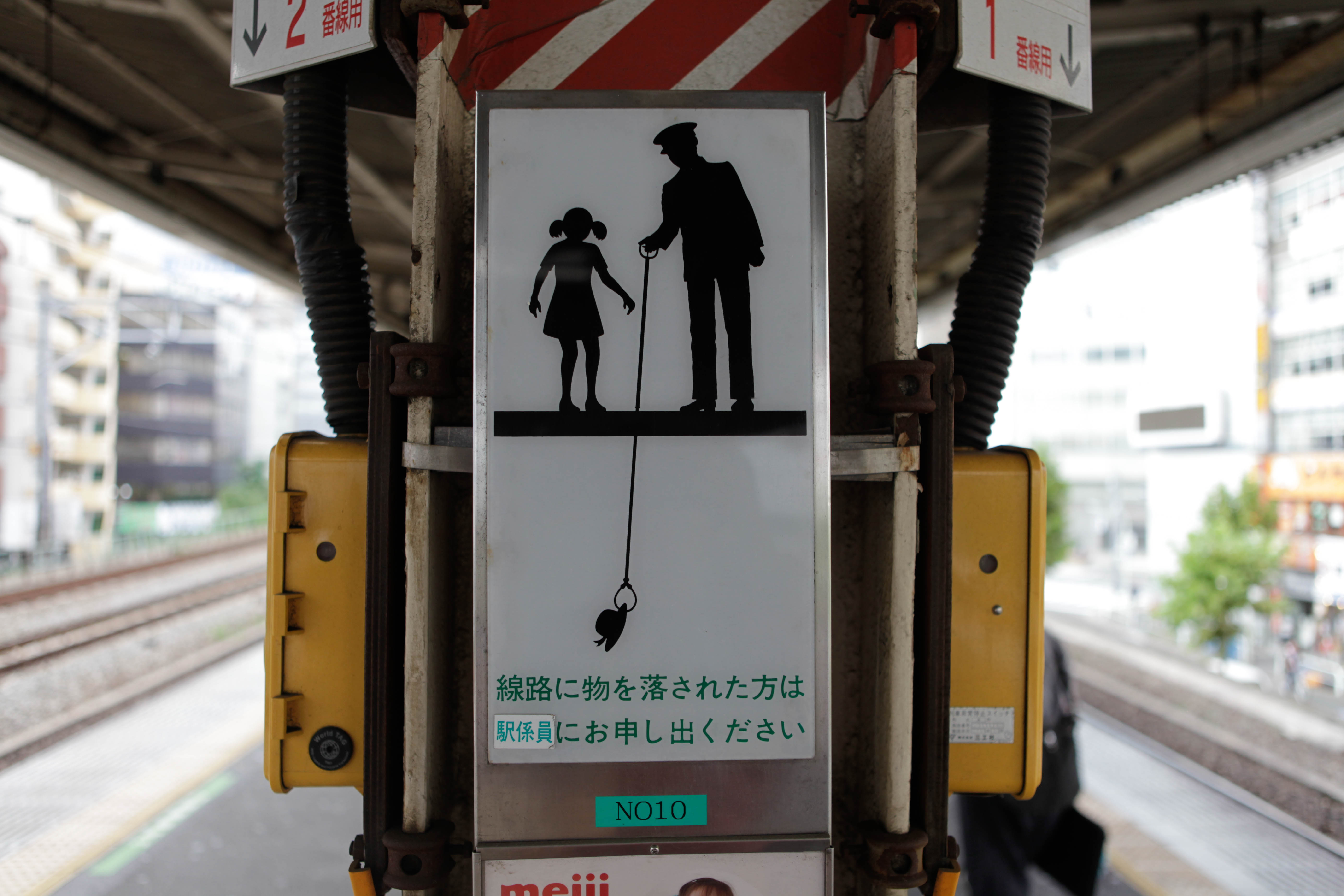
安全拾得器の案内（駅プラットホーム）。
キプロス共和国の国旗にはキプロス島のシルエットが使われている。
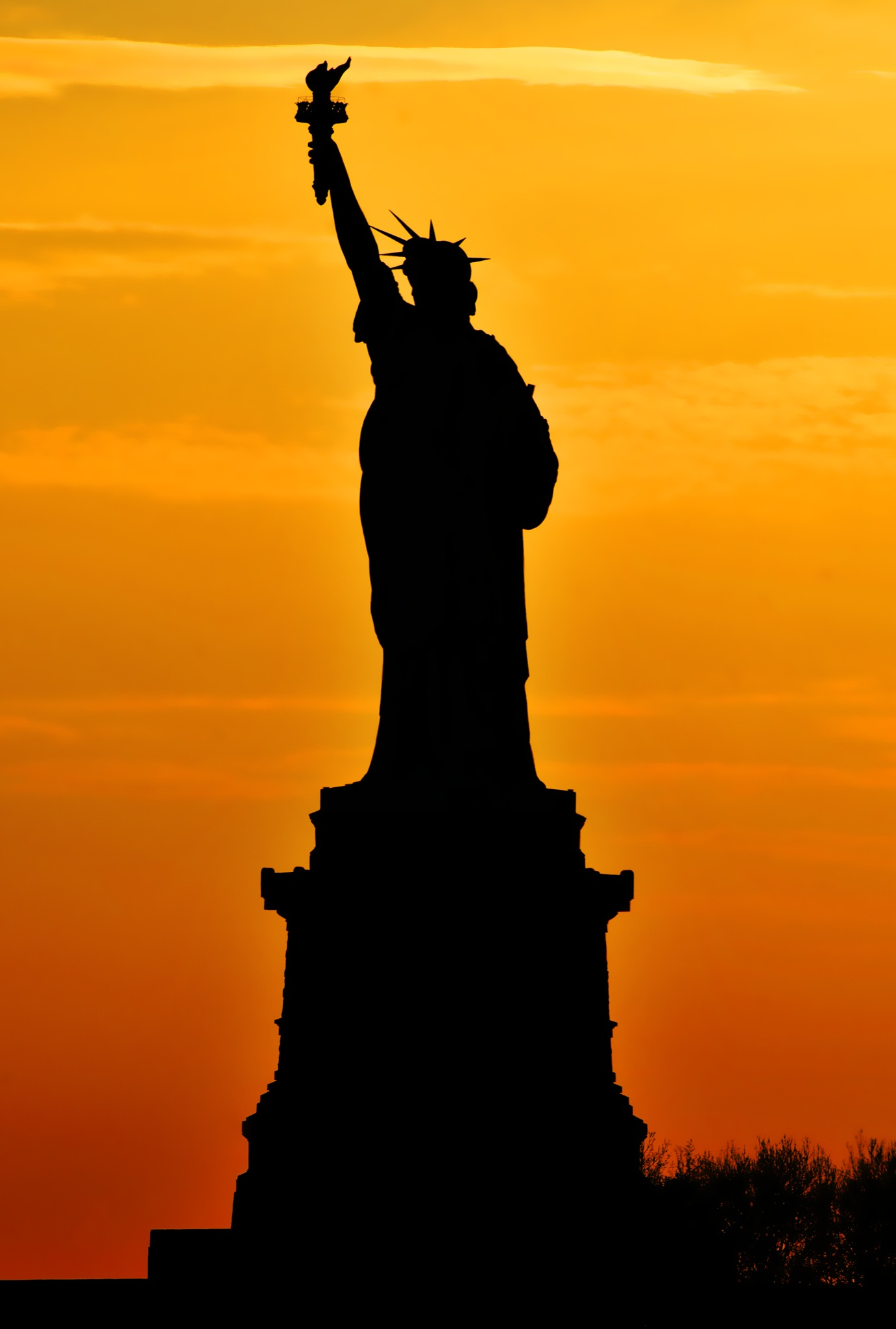
著名なモニュメントはしばしばそのシルエットによっても知られている。